# تیلورزتاون (ویرجینیا)
تیلورزتاون (به انگلیسی: Taylorstown) یک منطقهٔ مسکونی در ایالات متحده آمریکا است که در شهرستان لادن، ویرجینیا واقع شده‌است.